# Намзалов, Бимба-Цырен Батомункуевич
Бимба-Цырен Батомункуевич Намзалов (род. 5 сентября 1948 года) — советский и российский учёный-эколог, геоботаник, лауреат премии имени В. Н. Сукачёва (2019).

## Биография
Родился 5 сентября 1948 года в с. Нижняя Иволга, в Бурят-Монгольской АССР (ныне Республика Бурятия).
В 1972 году — окончил Бурятский государственный педагогический институт имени Доржи Банзарова.
В 1978 году — окончил аспирантуру при лаборатории геоботаники Центрального сибирского ботанического сада СО РАН (г. Новосибирск), и защитил кандидатскую диссертацию, тема: «Структура и сезонная динамика степных фитоценозов Западной Тувы», докторской — «Горные степи Южной Сибири (Тува и Юго-Восточный Алтай)».
В 1992 году — защитил докторскую диссертацию по теме: «Горные степи Южной Сибири (Тува и Юго-Восточный Алтай)».
В 1998 году - присвоено учёное звание профессора.
С 1979 по 1992 годы — младший научный сотрудник, научный сотрудник, старший научный сотрудник лаборатории геоботаники Центрального сибирского ботанического сада (ЦСБС СО РАН).
С 1996 года по настоящее время — заведующий кафедрой ботаники Бурятского государственного университета; с 1996 по 2000 годы — директор Института экологии БГУ; с 2004 по 2005 годы — проректор по НИР БГУ.

## Научная деятельность
Специальность: геоботаника.
Направления исследований: ландшафтная экология растительности, фитоценология, экологии и география степной растительности Тувы, Юго-Восточного Алтая и Байкальской Сибири.
Автор работ по проблемам классификации, геоботанического картографирования и районирования растительности гор Южной Сибири, а также юга Западно-Сибирской равнины. Содержание публикаций касается вопросов генезиса степной растительности Сибири, познания пространственной структуры растительного покрова, сформулированы теоретические подходы по созданию особо охраняемых природных территорий (ООПТ).
Автор и соавтор более 250 научных публикаций, в том числе — 12 монографий, 5 учебных пособий.

## Награды
- Премия имени В. Н. Сукачёва (2019) — за серию работ по фитоценологии, экологии и географии растительности, охране и рациональному использованию аридных экосистем гор Южной Сибири и Центральной Азии
- Заслуженный деятель науки Республики Бурятия (2000)
- Почётный работник высшего профессионального образования Российской Федерации (2007)